# Эпидемия оспы во Вроцлаве (1963)
Вспышка оспы произошла в городе Вроцлав, Польша, летом 1963 года. Заболевание завёз в Польшу офицер Министерства общественной безопасности, вернувшийся из Индии. Эпидемия длилась два месяца, в результате которой 99 человек заболело и 7 умерло. Это привело к закрытию Вроцлава и его карантину.
Это была одна из последних вспышек оспы в Европе (последней была вспышка оспы в Югославии в 1972 году) и крупнейшая вспышка заболевания в Европе до пандемии COVID-19.
Польша начала вакцинацию против оспы в 1919 году и ликвидировала её в 1937 году.

## Нулевой пациент
Офицером, принесшим вирус, был подполковник Бонифаций Единак. Он вернулся из Дели, Индия, 22 мая 1963 года и заразился неизвестной болезнью. Он обратился в больницу МВД во Вроцлаве, где ему поставили диагноз малярия. Тем временем оспой заразилась медсестра, у которой были лёгкие симптомы и предположительно заболела ветряной оспой. Её сын, дочь и лечащий врач заразились и позже умерли.

## Развитие эпидемии
Лония Ковальчик была первым человеком, умершим от инфекции. 15 июля 1963 года, через 47 дней после первого случая заболевания, в городе была объявлена противоэпидемическая чрезвычайная ситуация. В тот день из польской столицы Варшавы было доставлено 10 000 вакцин. Около 1 миллиона вакцин было доставлено из СССР и Венгрии. Вакцинация стала обязательной с 1 августа 1963 года. Круглосуточный центр вакцинации находился на вокзале Вроцлава. Прививочная кампания заняла 2 месяца.
По первоначальной оценке ВОЗ, эпидемия продлится два года и приведёт к гибели 2000 человек. Благодаря быстрому реагированию и доступности вакцинации эпидемия была подавлена и официально прекращена 19 сентября 1963 года. Всего было привито 8,5 миллионов человек.